# Country-Musik 1996
Die Liste bietet eine Übersicht über das Jahr 1996 im Genre Country-Musik.

## Ereignisse
- Am 28. Juni fand die erste Ausgabe des Country Stampede Music Festivals (heute: Heartland Stampede Music Festival) statt.[1]
- Im Mai veröffentlicht George Jones seine Autobiografie I Lived to Tell It All.[2]
- Am 6. Oktober heirateten die beiden Country-Superstars Tim McGraw und Faith Hill.[3]
- Am 23. November bittet Trace Adkins bei seinem Grand Ole Opry Debüt während der Show seine Freundin Rhonda Forlaw auf Knien um ihre Hand. Die Ehe, Adkins sechste, hielt 16 Jahre.[4]
- Der deutschen Countryband Truck Stop wird die Goldene Stimmgabel verliehen.[5]

## Top Hits des Jahres

### Year-End-Charts
Dies ist die Top 10 der Year-End-Charts, die vom Billboard-Magazin erhoben wurde.
1. One Way Ticket (Because I Can) – LeAnn Rimes
2. Little Bitty – Alan Jackson
3. The Fear of Being Alone – Reba McEntire
4. That Ol’ Wind – Garth Brooks
5. Big Love – Tracy Byrd
6. Nobody Knows – Kevin Sharp
7. Every Light in the House – Trace Adkins
8. Friends – John Michael Montgomery
9. Maybe We Should Just Sleep on It – Tim McGraw
10. Her Man – Gary Allan

### Nummer-1-Hits
- 6. Januar – Rebecca Lynn – Bryan White
- 13. Januar – It Matters to Me – Faith Hill
- 3. Februar – (If You're Not In It For Love) I'm Outta Here – Shania Twain
- 17. Februar – Bigger Than the Beatles – Joe Diffie
- 2. März – Wild Angels – Martina McBride
- 9. März – I'll Try – Alan Jackson
- 16. März – The Beaches of Cheyenne – Garth Brooks
- 23. März – You Can Feel Bad – Patty Loveless
- 6. April – To Be Loved by You – Wynonna Judd
- 13. April – No News – Lonestar
- 4. Mai – You Win My Love – Shania Twain
- 18. Mai – My Maria – Brooks & Dunn
- 8. Juni – Blue Clear Sky – George Strait
- 22. Juni – Time Marches On – Tracy Lawrence
- 13. Juli – No One Needs To Know – Shania Twain
- 20. Juli – Daddy's Money – Ricochet
- 3. August – Don't Get Me Started – Rhett Akins
- 10. August – Carried Away – George Strait
- 31. August – She Never Lets it Go to Her Heart – Tim McGraw
- 14. September – Guys Do it All the Time – Mindy McCready
- 21. September – So Much For Pretending – Bryan White
- 5. Oktober – Living in a Moment – Ty Herndon
- 12. Oktober – Believe Me Baby (I Lied) – Trisha Yearwood
- 26. Oktober – Like the Rain – Clint Black
- 16. November – Lonely Too Long – Patty Loveless
- 23. November – Strawberry Wine – Deana Carter
- 7. Dezember – Little Bitty – Alan Jackson
- 28. Dezember – One Way Ticket (Because I Can) – LeAnn Rimes

### Weitere Hits
Die Auswahl beschränkt sich auf Songs, die in den Country-Billboard-Charts in die Top 20 gekommen sind.
| US | Singles                               | Artists                             |
| -- | ------------------------------------- | ----------------------------------- |
| 15 | Ain't Got Nothin' on Us               | John Michael Montgomery             |
| 5  | All I Want Is a Life                  | Tim McGraw                          |
| 13 | All You Ever Do Is Bring Me Down      | The Mavericks (feat. Flaco Jiménez) |
| 11 | Almost a Memory Now                   | BlackHawk                           |
| 17 | Big Guitar                            | BlackHawk                           |
| 10 | Blue                                  | LeAnn Rimes                         |
| 12 | Born in the Dark                      | Doug Stone                          |
| 18 | Bury the Shovel                       | Clay Walker                         |
| 18 | By My Side                            | Lorrie Morgan & Jon Randall         |
| 19 | The Change                            | Garth Brooks                        |
| 10 | Change My Mind                        | John Berry                          |
| 4  | Cowboy Love                           | John Michael Montgomery             |
| 6  | Deep Down                             | Pam Tillis                          |
| 2  | Does That Blue Moon Ever Shine on You | Toby Keith                          |
| 2  | Every Time I Get Around You           | David Lee Murphy                    |
| 2  | The Fear of Being Alone               | Reba McEntire                       |
| 12 | Givin' Water to a Drowning Man        | Lee Roy Parnell                     |
| 6  | Goodnight Sweetheart                  | David Kersh                         |
| 2  | Heads Carolina, Tails California      | Jo Dee Messina                      |
| 3  | Heart's Desire                        | Lee Roy Parnell                     |
| 14 | Heaven Help My Heart                  | Wynonna                             |
| 14 | Heaven in My Woman's Eyes             | Tracy Byrd                          |
| 12 | High Lonesome Sound                   | Vince Gill                          |
| 6  | Holdin‘ Onto Somethin‘                | Jeff Carson                         |
| 3  | Home                                  | Alan Jackson                        |
| 2  | Hypnotize the Moon                    | Clay Walker                         |
| 2  | I Am That Man                         | Brooks & Dunn                       |
| 4  | I Can Still Make Cheyenne             | George Strait                       |
| 2  | I Don't Think I Will                  | James Bonamy                        |
| 5  | I Know She Still Loves Me             | George Strait                       |
| 3  | I Think About You                     | Collin Raye                         |
| 4  | I'm Not Supposed to Love You Anymore  | Bryan White                         |
| 4  | If You Loved Me                       | Tracy Lawrence                      |
| 19 | It Works                              | Alabama                             |
| 7  | It Wouldn't Hurt to Have Wings        | Mark Chesnutt                       |
| 15 | It's All in Your Head                 | Diamond Rio                         |
| 14 | It's Lonely Out There                 | Pam Tillis                          |
| 5  | It's Midnight Cinderella              | Garth Brooks                        |
| 5  | It's What I Do                        | Billy Dean                          |
| 6  | Jacob's Ladder                        | Mark Wills                          |
| 2  | Learning as You Go                    | Rick Trevino                        |
| 3  | Like There Ain't No Yesterday         | BlackHawk                           |
| 4  | Long as I Live                        | John Michael Montgomery             |
| 9  | Love Is Stronger Than Pride           | Ricochet                            |
| 12 | Love Remains                          | Collin Raye                         |
| 4  | The Maker Said Take Her               | Alabama                             |
| 13 | Mama Don't Get Dressed Up for Nothing | Brooks & Dunn                       |
| 2  | Me and You                            | Kenny Chesney                       |
| 5  | Meant to Be                           | Sammy Kershaw                       |
| 3  | More Than You'll Ever Know            | Travis Tritt                        |
| 3  | Not Enough Hours in the Night         | Doug Supernaw                       |
| 3  | Not That Different                    | Collin Raye                         |
| 2  | On a Good Night                       | Wade Hayes                          |
| 5  | Only on Days That End in "Y"          | Clay Walker                         |
| 13 | Out with a Bang                       | David Lee Murphy                    |
| 20 | Ready, Willing and Able               | Lari White                          |
| 18 | Redneck 12 Days of Christmas          | Jeff Foxworthy                      |
| 9  | Ring on Her Finger, Time on Her Hands | Reba McEntire                       |
| 8  | The River and the Highway             | Pam Tillis                          |
| 5  | The Road You Leave Behind             | David Lee Murphy                    |
| 19 | ‘Round Here                           | Sawyer Brown                        |
| 8  | Runnin' Away with My Heart            | Lonestar                            |
| 17 | She Said Yes                          | Rhett Akins                         |
| 13 | Some Things Are Meant to Be           | Linda Davis                         |
| 3  | Someone Else's Dream                  | Faith Hill                          |
| 2  | Stars over Texas                      | Tracy Lawrence                      |
| 19 | Starting Over Again                   | Reba McEntire                       |
| 6  | Ten Thousand Angels                   | Mindy McCready                      |
| 4  | That Girl's Been Spyin' on Me         | Billy Dean                          |
| 4  | That Ol' Wind                         | Garth Brooks                        |
| 18 | That's Enough of That                 | Mila Mason                          |
| 4  | That's What I Get for Lovin' You      | Diamond Rio                         |
| 4  | Then You Can Tell Me Goodbye          | Neal McCoy                          |
| 20 | There's a Girl in Texas               | Trace Adkins                        |
| 13 | A Thousand Times a Day                | Patty Loveless                      |
| 4  | Too Much Fun                          | Daryle Singletary                   |
| 3  | Treat Her Right                       | Sawyer Brown                        |
| 10 | Vidalia                               | Sammy Kershaw                       |
| 2  | Walkin' Away                          | Diamond Rio                         |
| 5  | What Do I Know                        | Ricochet                            |
| 5  | What I Meant to Say                   | Wade Hayes                          |
| 12 | When a Woman Loves a Man              | Lee Roy Parnell                     |
| 6  | A Woman's Touch                       | Toby Keith                          |
| 5  | Worlds Apart                          | Vince Gill                          |
| 6  | You Can't Lose Me                     | Faith Hill                          |
| 3  | You Gotta Love That                   | Neal McCoy                          |
| 7  | You're Not in Kansas Anymore          | Jo Dee Messina                      |

## Alben

### Year-End-Charts
Dies ist die Top 10 der Year-End-Charts, die vom Billboard-Magazin erhoben wurde.
1. LeAnn Rimes – LeAnn Rimes
2. Everything I Love – Alan Jackson
3. Did I Shave My Legs for You? – Deana Carter
4. What If It's You? – Reba McEntire
5. The Greatest Hits – Clint Black
6. The Woman in Me – Shania Twain
7. Blue Clear Sky – George Strait
8. Borderline – Brooks & Dunn
9. What I Do the Best – John Michael Montgomery
10. The Gift – Kenny Rogers

### Nummer-1-Alben
- 6. Januar – Fresh Horses – Garth Brooks
- 27. Januar – The Woman in Me – Shania Twain
- 4. Mai – Borderline – Brooks & Dunn
- 11. Mai – Blue Clear Sky – George Strait
- 18. Mai – Borderline – Brooks & Dunn
- 29. Juni – The Woman in Me – Shania Twain
- 27. Juli – Blue – LeAnn Rimes
- 16. November – Everything I Love – Alan Jackson
- 30. November – What if It’s You – Reba McEntire
- 7. Dezember – Everything I Love – Alan Jackson
- 14. Dezember – Blue – LeAnn Rimes

### Weitere Alben
Die Auswahl beschränkt sich auf Alben, die in den Country-Billboard-Charts in die Top 20 gekommen sind.
| US | Album                                       | Künstler                     | Label              |
| -- | ------------------------------------------- | ---------------------------- | ------------------ |
| 17 | The Best of Country Sing the Best of Disney | Various Artists              | Walt Disney        |
| 7  | Between Now and Forever                     | Bryan White                  | Asylum             |
| 12 | Big Love                                    | Tracy Byrd                   | MCA Nashville      |
| 6  | Blue Moon                                   | Toby Keith                   | A&M                |
| 14 | Calm Before the Storm                       | Paul Brandt                  | Reprise            |
| 18 | Christmas Volume II                         | Alabama                      | RCA Nashville      |
| 3  | Crank It Up: The Music Album                | Jeff Foxworthy               | Warner Bros.       |
| 6  | Dreamin' Out Loud                           | Trace Adkins                 | Capitol Nashville  |
| 6  | Everybody Knows                             | Trisha Yearwood              | MCA Nashville      |
| 9  | Faces                                       | John Berry                   | Capitol Nashville  |
| 9  | Full Circle                                 | Randy Travis                 | Warner Bros.       |
| 12 | Gettin' Out the Good Stuff                  | David Lee Murphy             | MCA Nashville      |
| 10 | The Gift                                    | Kenny Rogers                 | Magnatone          |
| 8  | Greater Need                                | Lorrie Morgan                | BNA                |
| 2  | Greatest Hits                               | Clint Black                  | RCA Nashville      |
| 18 | Greatest Hits                               | Mark Chesnutt                | Decca Nashville    |
| 3  | High Lonesome Sound                         | Vince Gill                   | MCA Nashville      |
| 18 | It's What I Do                              | Billy Dean                   | Capitol Nashville  |
| 14 | IV                                          | Diamond Rio                  | Arista Nashville   |
| 10 | Just the Same                               | Terri Clark                  | Mercury/PolyGram   |
| 17 | Learning as You Go                          | Rick Trevino                 | Columbia           |
| 6  | Living in a Moment                          | Ty Herndon                   | Epic               |
| 9  | Me and You                                  | Kenny Chesney                | BNA                |
| 4  | Measure of a Man                            | Kevin Sharp                  | Asylum             |
| 7  | Neal McCoy                                  | Neal McCoy                   | Atlantic           |
| 19 | Not Fade Away (Remembering Buddy Holly)     | Various Artists              | Decca Nashville    |
| 11 | On a Good Night                             | Wade Hayes                   | Columbia           |
| 3  | A Place in the World                        | Mary Chapin Carpenter        | Columbia           |
| 17 | Politics, Religion and Her                  | Sammy Kershaw                | Mercury/PolyGram   |
| 7  | The Restless Kind                           | Travis Tritt                 | Warner Bros.       |
| 2  | Revelations                                 | Wynonna                      | Curb/MCA Nashville |
| 14 | Ricochet                                    | Ricochet                     | Columbia           |
| 4  | The Road to Ensenada                        | Lyle Lovett                  | Curb               |
| 19 | Shady Grove                                 | Jerry Garcia & David Grisman | Acoustic Disc      |
| 13 | Somebody New                                | Rhett Akins                  | Decca Nashville    |
| 20 | Spirit                                      | Willie Nelson                | Island             |
| 12 | Stars and Stripes Vol. 1                    | The Beach Boys               | River North        |
| 5  | Ten Thousand Angels                         | Mindy McCready               | BNA                |
| 3  | Tennessee Moon                              | Neil Diamond                 | Columbia           |
| 4  | Time Marches On                             | Tracy Lawrence               | Atlantic           |
| 20 | Trail of Tears                              | Billy Ray Cyrus              | Mercury/PolyGram   |
| 21 | Treasures                                   | Dolly Parton                 | Rising Tide        |
| 10 | The Trouble with the Truth                  | Patty Loveless               | Epic               |
| 20 | Used Heart for Sale                         | Gary Allan                   | Decca Nashville    |
| 5  | What I Do the Best                          | John Michael Montgomery      | Atlantic           |
| 16 | What I Live to Do                           | James Bonamy                 | Epic               |

## Geboren
- 02. April – Zach Bryan
- 23. Juli – Danielle Bradbery, Gewinnerin der vierten Staffel von The Voice USA

## Gestorben
- 17. Februar – Gus Hardlin (50), Sängerin, (All Tangled in Love mit Earl Thomas Conley)[8]
- 4. März – Minnie Pearl, 83, Grand Ole Opry Star, Komödiantin.
- 3. Mai – Patsy Montana, 87, erste Country-Sängerin mit einem Millionenhit (I Want to Be a Cowboy's Sweetheart).
- 16. Juni – Anthony Armstrong-Jones, 47, Country-Sänger (Take a Letter Maria)[9]
- 7. August – Buck Trail, 74, Rockabilly Musiker
- 22. August – Oliver Lynn, 69, Ehemann von Loretta Lynn[10]
- 9. September – Bill Monroe, 84, „Father of Bluegrass“
- 10. Dezember – Faron Young, 64, bekannt als „The Hillbilly Heartthrob“ und „The Singing Sheriff“

## Neue Mitglieder der Hall of Fames

### International Bluegrass Music Hall of Fame
- Peter V. Kuykendall
- The Country Gentlemen
  - Charlie Waller
  - John Duffey
  - Eddie Adcock
  - Tom Gray

### Country Music Hall of Fame
- Patsy Montana (1908–1996)
- Buck Owens (1929–2006)
- Ray Price (1926–2013)

### Canadian Country Music Hall of Fame
- Myrna Lorrie
- Larry Delaney

### Nashville Songwriters Hall of Fame
- Jerry Chesnut
- Kenny O’Dell
- Buck Owens
- Norro Wilson

## Die wichtigsten Auszeichnungen

### Grammys
- Best Female Country Vocal Performance – Alison Krauss – Baby, Now That I've Found You
- Best Male Country Vocal Performance – Vince Gill – Go Rest High On That Mountain
- Best Country Performance By A Duo Or Group – The Mavericks – Here Comes The Rain
- Best Country Collaboration With Vocals – Alison Krauss & Shenandoah – Somewhere In The Vicinity Of The Heart
- Best Country Instrumental Performance – Asleep At The Wheel – Hightower
- Best Country Song – Vince Gill – Go Rest High On That Mountain
- Best Country Album – Shania Twain – The Woman in Me
- Best Bluegrass Album – Nashville Bluegrass Band – Unleashed[11]

### Academy of Country Music Awards
- Entertainer Of The Year – Brooks & Dunn
- Song Of The Year – The Keeper of the Stars – Tracy Byrd – Autoren: Dickey Lee, Karen Staley, Danny Mayo
- Single Of The Year – Check Yes Or No – George Strait
- Album Of The Year – The Woman in Me – Shania Twain
- Top Male Vocalist – Alan Jackson
- Top Female Vocalist – Patty Loveless
- Top Vocal Duo – Brooks & Dunn
- Top Vocal Group – The Mavericks
- Top New Male Vocalist – Bryan White
- Top New Female Vocalist – Shania Twain
- Top New Vocal Duo Or Group – Lonestar
- Video Of The Year – The Car – Jeff Carson

### ARIA Awards
- Best Country Album – Home Fires (The Dead Ringer Band)

### Country Music Association Awards
- Entertainer of the Year – Brooks & Dunn
- Male Vocalist of the Year – George Strait
- Female Vocalist of the Year – Patty Loveless
- Vocal Group of the Year – The Mavericks
- Vocal Duo of the Year – Brooks & Dunn
- Horizon Award – Bryan White
- Musician of the Year – Mark O’Connor
- Vocal Event of the Year – I Will Always Love You, Dolly Parton and Vince Gill
- Single of the Year – Check Yes or No, George Strait
- Song of the Year – Go Rest High on That Mountain, Vince Gill
- Album of the Year – Blue Clear Sky, George Strait
- Music Video of the Year – My Wife Thinks You're Dead, Junior Brown (director: Michael McNamara)

### Juno Awards
- Country Male Vocalist of the Year – Paul Brandt
- Country Female Vocalist of the Year – Shania Twain
- Country Group or Duo of the Year – The Rankin Family

### RPM Big Country Awards
- Canadian Country Artist of the Year – Shania Twain
- Best Country Album – The Woman in Me, Shania Twain
- Best Country Single – Any Man of Mine, Shania Twain
- Top Male Vocalist – Charlie Major
- Top Female Vocalist – Shania Twain
- Top Group – Prairie Oyster
- Outstanding New Artist – Jason McCoy
- Top Country Composer(s) – Shania Twain

### American Music Awards
- Favorite Country Male Artist – Garth Brooks
- Favorite Country Female Artist – Reba McEntire
- Favorite Country Band/Duo/Group – Alabama
- Favorite Country Album – The Hits – Garth Brooks
- Favorite Country New Artist – Shania Twain

### Billboard Music Awards
- Top Country Song – My Maria, Brooks & Dunn
- Top Country Artist – George Strait